# Fiodor Czeremuchin
Fiodor Nikitowicz Czeremuchin (ros. Федор Никикотович Черемухин, ur. 28 lutego?/12 marca 1912 w Sormowie, obwód niżnonowogrodzki, zm. 24 marca 1982 w Moskwie) – radziecki generał major lotnictwa.

## Życiorys
W 1931 skończył szkołę zawodową z tytułem dokera, a do 1933 uczył się w technikum lotniczym. W 1933 wstąpił do Armii Czerwonej. W 1936 skończył Wojskową Szkołę Lotniczą w Czkałowie, następnie kurs dowódców kluczy lotniczych w Wojskowej Szkole Lotniczej w Borisowie. Od czerwca 1938 zastępca komisarza eskadry w 3 Pułku Lotnictwa Myśliwskiego w Kraju Chabarowskim, od listopada 1941 dowódca eskadry w 14 Pułku Lotnictwa Myśliwskiego w Chabarowsku. Od lutego 1943 nawigator pułku, od lutego 1944 dowódca 777 Pułku Myśliwskiego w Archarze. W marcu 1949 został dowódcą 10 Gwardyjskiej Dywizji Lotnictwa Myśliwskiego. 3 lipca 1952 skierowany do służby w Wojsku Polskim w stopniu pułkownika. W latach 1952–1954 był dowódcą 3 Korpusu Lotnictwa Myśliwskiego. Generał od 1954 roku. 7 października 1954 zwolniony ze służby w Wojsku Polskim.

## Odznaczenia
- Krzyż Kawalerski Orderu Odrodzenia Polski (1954)
- Order Czerwonego Sztandaru (1953)
- Order Czerwonej Gwiazdy (1948)
- Order Suworowa II stopnia (1945)